# 杜法
杜法（1991年9月4日—），是中国足球运动员，司职中场。

## 俱乐部生涯
杜法出自于2005年开始组建的武汉光谷91年龄段梯队。2007年城运会，代表武汉队作为东道主获得冠军。2008年武汉光谷退出中超后，杜法离开武汉加入陕西浐灞参加中超联赛。2011赛季转会至乙级球队重庆足球俱乐部并随队冲甲成功。2012年转会回家乡球队武汉卓尔。